# San Juan La Laguna
San Juan La Laguna (San Juan: en honor a su santo patrono San Juan Bautista; «La Laguna»: por estar «próximo al Lago de Atitlán»), es un municipio del departamento de Sololá, en la República de Guatemala; que está en el lado suroccidental del lago Atitlán. La cabecera municipal se encuentra rodeado por cerros: cerro de Las Cristalinas, cerro Kyaq Aaba'aj, cerro Kajnom, es la parte donde se han establecido indígenas tz'utujiles. Tiene tres aldeas en la parte alta: Palestina, Panyebar y Pasajquim que son indígenas mayas k'iches. 
Durante la época colonial fue parte de la encomienda de Atitlán, la que estaba a cargo de los descendientes del conquistador Sancho de Barahona.  Después de la Independencia de Centroamérica en 1821, estuvo en el extenso departamento de Sololá/Huehuetenango, y en 1838 fue parte del efímero Estado de Los Altos hasta que este fue reincorporado al Estado de Guatemala por el general conservador Rafael Carrera en 1840.  Luego del triunfo de la Reforma Liberal de 1871, cuando dicho departamento fue reducido considerablemente por la creación del departamento de Quiché el 12 de agosto de 1872, fue asignado al departamento de Sololá.
En el siglo xxi, el huracán Stan azotó Guatemala como huracán de categoría I y provocó considerables daños en el municipio.

## Toponimia

### Nombre en castellano
Muchos de los nombres de los municipios y poblados de Guatemala constan de dos partes: el nombre del santo católico que se venera el día en que fueron fundados y una descripción con raíz náhuatl; esto se debe a que las tropas que invadieron la región en la década de 1520 al mando de Pedro de Alvarado estaban compuestas por soldados españoles y por indígenas tlaxcaltecas y cholultecas. El topónimo «San Juan La Laguna» se confirió en honor a San Juan y del hecho de que el poblado está geográficamente próximo al Lago de Atitlán, ya que al igual que los otros municipios que tienen el mismo nombre, a partir de 1643 se llaman así porque el visitador Antonio Lara habría ordenado que todos los apellidos indígenas y los lugares geográficos fueran castellanizados.

### Nombre en tz'utujil
Según los Anales de los Cakchiqueles (Memorial de Sololá) se llama Xe' Kuku' Juyu', frase que proviene de las raíces idioma maya tz'utujil Xe' (español: «debajo», Kuku' (español: «tinaja») y Juyu' (español: «cerro o montaña») y significa «debajo del Cerro Tinaja». Actualmente se le llama Xe' Kuku' Aab'aj.

## Geografía física

### Clima
La cabecera municipal de San Juan La Laguna tiene clima tropical (Clasificación de Köppen: Aw).
| Parámetros climáticos promedio de San Juan La Laguna | Parámetros climáticos promedio de San Juan La Laguna | Parámetros climáticos promedio de San Juan La Laguna | Parámetros climáticos promedio de San Juan La Laguna | Parámetros climáticos promedio de San Juan La Laguna | Parámetros climáticos promedio de San Juan La Laguna | Parámetros climáticos promedio de San Juan La Laguna | Parámetros climáticos promedio de San Juan La Laguna | Parámetros climáticos promedio de San Juan La Laguna | Parámetros climáticos promedio de San Juan La Laguna | Parámetros climáticos promedio de San Juan La Laguna | Parámetros climáticos promedio de San Juan La Laguna | Parámetros climáticos promedio de San Juan La Laguna | Parámetros climáticos promedio de San Juan La Laguna |
| Mes                                                  | Ene.                                                 | Feb.                                                 | Mar.                                                 | Abr.                                                 | May.                                                 | Jun.                                                 | Jul.                                                 | Ago.                                                 | Sep.                                                 | Oct.                                                 | Nov.                                                 | Dic.                                                 | Anual                                                |
| ---------------------------------------------------- | ---------------------------------------------------- | ---------------------------------------------------- | ---------------------------------------------------- | ---------------------------------------------------- | ---------------------------------------------------- | ---------------------------------------------------- | ---------------------------------------------------- | ---------------------------------------------------- | ---------------------------------------------------- | ---------------------------------------------------- | ---------------------------------------------------- | ---------------------------------------------------- | ---------------------------------------------------- |
| Temp. máx. media (°C)                                | 26.8                                                 | 26.4                                                 | 27.1                                                 | 26.4                                                 | 26.0                                                 | 23.5                                                 | 25.0                                                 | 24.8                                                 | 24.6                                                 | 25.4                                                 | 26.2                                                 | 26.4                                                 | 25.7                                                 |
| Temp. media (°C)                                     | 20.0                                                 | 19.5                                                 | 20.3                                                 | 20.2                                                 | 20.3                                                 | 19.0                                                 | 19.7                                                 | 19.4                                                 | 19.5                                                 | 20.0                                                 | 20.0                                                 | 19.6                                                 | 19.8                                                 |
| Temp. mín. media (°C)                                | 13.3                                                 | 12.7                                                 | 13.6                                                 | 14.0                                                 | 14.6                                                 | 14.5                                                 | 14.5                                                 | 14.1                                                 | 14.4                                                 | 14.6                                                 | 13.9                                                 | 12.9                                                 | 13.9                                                 |
| Precipitación total (mm)                             | 8                                                    | 29                                                   | 33                                                   | 70                                                   | 189                                                  | 477                                                  | 280                                                  | 286                                                  | 472                                                  | 306                                                  | 54                                                   | 24                                                   | 2228                                                 |
| Fuente: Climate-Data.org                             |                                                      |                                                      |                                                      |                                                      |                                                      |                                                      |                                                      |                                                      |                                                      |                                                      |                                                      |                                                      |                                                      |

### Ubicación geográfica
Está rodeado casi completamente por municipios del departamento de Sololá, excepto al sur, en donde colinda con el departamento de Suchitepéquez:
- Norte: Santa Clara La Laguna y San Pablo La Laguna
- Noreste: Lago de Atitlán
- Noroeste: Santa María Visitación
- Este: San Pedro La Laguna
- Sur: departamento de Suchitepéquez
- Oeste: Santa Catarina Ixtahuacán[14]

| Noroeste: Santa María Visitación | Norte: Santa Clara La Laguna y San Pablo La Laguna | Nordeste: Lago de Atitlán |
| Oeste: Santa Catarina Ixtahuacán |                                                    | Este: San Pedro La Laguna |
|                                  | Sur: Suchitepéquez Departamento de Guatemala       |                           |

## Gobierno municipal
Los municipios se encuentran regulados en diversas leyes de la República, que establecen su forma de organización, lo relativo a la conformación de sus órganos administrativos y los tributos destinados para los mismos.  Aunque se trata de entidades autónomas, se encuentran sujetos a la legislación nacional y las principales leyes que los rigen desde 1985 son:
| N.º | Ley                                                | Descripción |
| --- | -------------------------------------------------- | --- |
| 1   | Constitución Política de la República de Guatemala | Tiene una regulación legal específica para los municipios en los artículos 253 al 262. |
| 2   | Ley Electoral y de Partidos Políticos              | Ley de carácter constitucional aplicable a los municipios en el tema de la conformación de sus autoridades electas. |
| 3   | Código Municipal                                   | Decreto 12-2002 del Congreso de la República de Guatemala. Tiene la categoría de ley ordinaria y contiene preceptos generales aplicables a todos los municipios, e inclusive contiene legislación referente a la creación de los municipios.             |
| 4   | Ley de Servicio Municipal                          | Decreto 1-87 del Congreso de la República de Guatemala. Regula las relaciones entra la municipalidad y los servidores públicos en materia laboral. Tiene su base constitucional en el artículo 262 de la constitución que ordena la emisión de la misma. |
| 5   | Ley General de Descentralización                   | Decreto 14-2002 del Congreso de la República de Guatemala. Regula el deber constitucional del Estado, y por ende del municipio, de promover y aplicar la descentralización y desconcentración económica y administrativa.                                |

El gobierno de los municipios está a cargo de un Concejo Municipal mientras que el código municipal —ley ordinaria que contiene disposiciones que se aplican a todos los municipios— establece que «el concejo municipal es el órgano colegiado superior de deliberación y de decisión de los asuntos municipales […] y tiene su sede en la circunscripción de la cabecera municipal»; el artículo 33 del mencionado código establece que «[le] corresponde con exclusividad al concejo municipal el ejercicio del gobierno del municipio».
El concejo municipal se integra con el alcalde, los síndicos y concejales, electos directamente por sufragio universal y secreto para un período de cuatro años, pudiendo ser reelectos.
Existen también las Alcaldías Auxiliares, los Comités Comunitarios de Desarrollo (COCODE), el Comité Municipal del Desarrollo (COMUDE), las asociaciones culturales y las comisiones de trabajo. Los alcaldes auxiliares son elegidos por las comunidades de acuerdo a sus principios y tradiciones, y se reúnen con el alcalde municipal el primer domingo de cada mes, mientras que los Comités Comunitarios de Desarrollo y el Comité Municipal de Desarrollo organizan y facilitan la participación de las comunidades priorizando necesidades y problemas.

## Historia

### Fundación de la encomienda
Después de la conquista del altiplano guatemalteco en 1524, se inició la etapa de fundación de encomiendas, para lo que se aglutinaban a las personas que acompañaban a los españoles con encomiendas o a algunas poblaciones dispersas que habían huido de la ocupación.  En algunas ocasiones se aglutinaban a personas hablantes de un mismo idioma o simplemente eran traídos de otros lugares para formar los nuevos poblados. Las fundaciones fueron ordenadas en 1538 a instancias del Obispo Francisco Marroquín por cédula que tuvo que reiterarse en 1541. El Oidor Juan Rogel Vásquez fue enviado por la Audiencia para hacer realidad la fundación de pueblos, encomendando éste a los religiosos de las órdenes regulares conocedores de los idiomas indígenas para dirigir la reducción, centrando su atención en las cabeceras de los señoríos.  
Las encomiendas no solamente organizaban a la población indígena como mano de obra forzada sino que era una manera de recompensar a aquellos españoles que se habían distinguido por sus servicios y de asegurar el establecimiento de una población española en las tierras recién descubiertas y conquistadas.  También servían como centro de culturización y de evangelización obligatoria pues los indígenas eran reagrupados por los encomenderos en pueblos llamados «Doctrinas», donde debían trabajar y recibir la enseñanza de la doctrina cristiana a cargo de religiosos de las órdenes regulares, y encargarse también de la manutención de los frailes.
En 1623 Pedro Núñez de Barahona —nieto del encomendero Sancho de Barahona que había estado a cargo de Santa Catarina Barahona y Atitlán después de la muerte de Pedro de Alvarado— tomó posesión oficial de la encomienda de Atitlán, comprendida por los pueblos de Santiago Atitlán, San Lucas Tolimán, San Pedro La Laguna, San Juan La Laguna, San Pablo La Laguna, Santa María Visitación, Santa Cruz La Laguna y San Marcos La Laguna, así como poblados que pertenecen al moderno departamento de Suchitepéquez.

### El efímero Estado de Los Altos

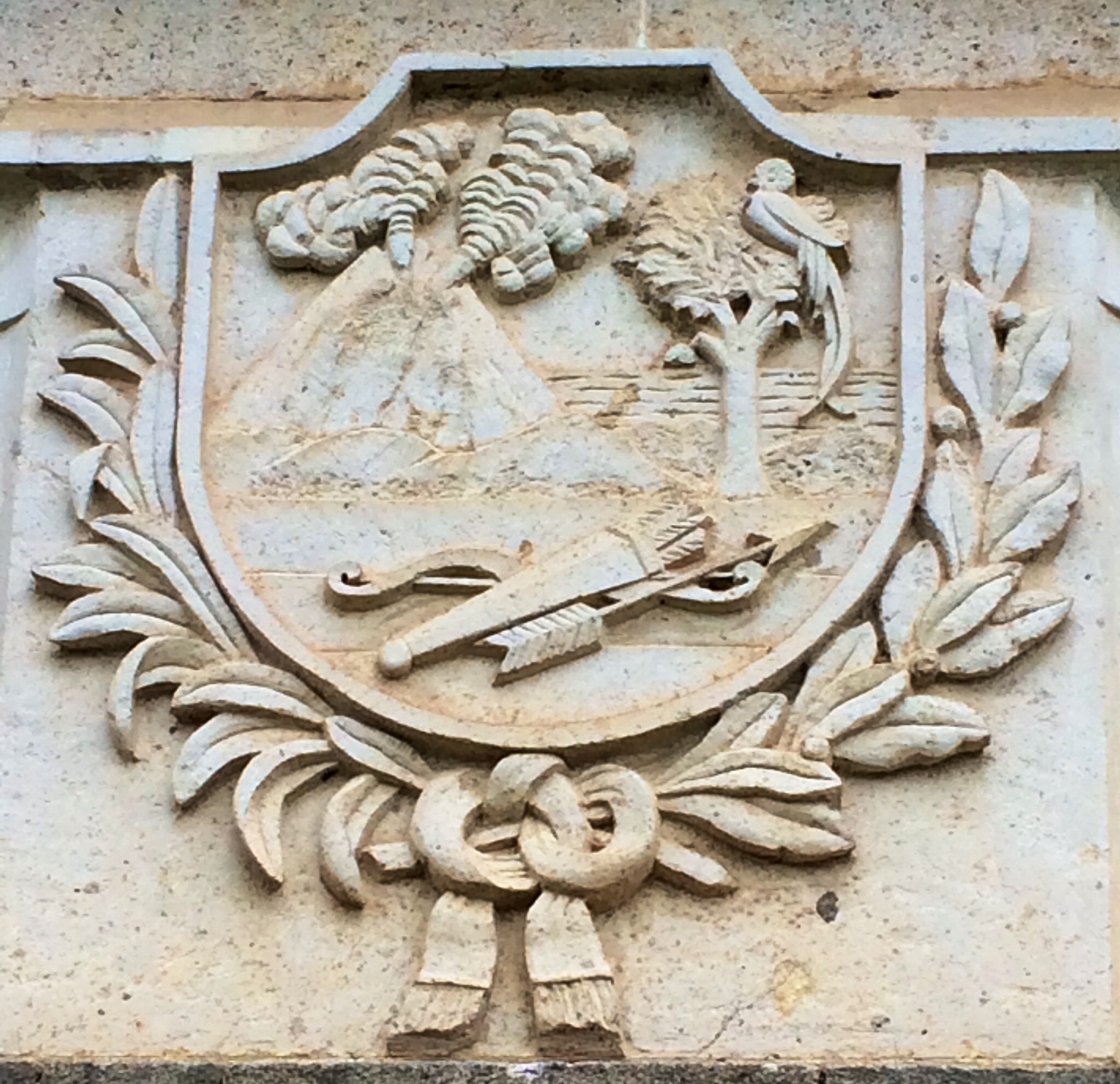
Escudo del Estado de los Altos

A partir dl 3 de abril de 1838, el poblado de San Juan La Laguna fue parte de la región que formó el efímero Estado de Los Altos, el cual fue autorizado por el Congreso de la República Federal de Centro América el 25 de diciembre de ese año forzando a que el Estado de Guatemala se reorganizara en siete departamentos y dos distritos independientes el 12 de septiembre de 1839:
- Departamentos: Chimaltenango, Chiquimula, Escuintla, Guatemala, Mita, Sacatepéquez, y Verapaz
- Distritos: Izabal y Petén[6]

El 25 de enero de 1840 tras meses de tensión se produjo la guerra entre ambos estados, y el general Rafael Carrera venció a las fuerzas del general Agustín Guzmán e incluso apresó a éste  mientras que el general Doroteo Monterrosa venció a las fuerzas altenses del coronel Antonio Corzo el 28 de enero.  El gobierno quetzalteco colapsó entonces, pues aparte de las derrotas militares, los poblados indígenas abrazaron la causa conservadora de inmediato; al entrar a Quetzaltenango al frente de dos mil hombres, Carrera fue recibido por una gran multitud que lo saludaba como su «libertador».
Carrera impuso un régimen duro y hostil para los liberales altenses, pero bondadoso para los indígenas de la región —derogando el impuesto personal que les habían impuesto las autoridades altenses— y para los eclesiásticos restituyendo los privilegios de la religión católica. El 26 de febrero de 1840 el gobierno de Guatemala colocó a Los Altos bajo su autoridad y el 13 de agosto de nombró al corregidor de la región, el cual servía también como comandante general del ejército y superintendente.

### Tras la Reforma Liberal de 1871
Luego de la Reforma Liberal de 1871, el presidente de facto provisiorio Miguel García Granados dispuso crear el departamento de Quiché para mejorar la administración territorial de la República dada la enorme extensión del territorio de Totonicapán y de Sololá. De esta cuenta, el 12 de agosto de 1872 el departamento de Sololá perdió sus distritos de la Sierra y de Quiché y se vio reducido únicamente a los poblados de San Juan la Laguna, villa de Sololá, San José Chacallá, Panajachel, Concepción, San Jorge, Santa Cruz, Santa Lucía Utatlán, Santa Clara, Santa Bárbara, San Juan de los Leprosos, Visitación, San Pedro, San Antonio Palopó, San Pablo, San Marcos, Atitlán, San Lucas Tolimán, San Andrés Semetabaj, Santa Catarina Palopó y Patulul.

### SigloXXI: tormenta Stan
El huracán Stan, azotó Guatemala como huracán de categoría I en los primeros días de octubre de 2005 y causó daños y pérdidas al país por unos mil millones de dólares, según un estudio de la Comisión Económica para América Latina y el Caribe (CEPAL). De acuerdo al informe, el huracán afectó directamente a catorce de los veintidós departamentos de Guatemala; además, provocó seiscientos setenta muertos, ochocientos cincuenta desaparecidos y tres millones y medio de damnificados.
Las lluvias continuas pusieron al descubierto el desastre medioambiental de Guatemala: las deforestadas montañas no soportaron los bolsones agua y humedad que en esos días se formaron provocando derrumbes y deslaves. La mayoría de los ríos que brotan en las depredadas montañas de la bocacosta, con sus cuencas casi sin vegetación y la pérdida de profundidad en sus causes, provocó que se desbordaran e inundaran amplias regiones cultivadas y decenas de comunidades rurales y cabeceras municipales en la franja costera del país. En la altiplanicie central y occidental, capas y pliegues de cerros y volcanes se derrumbaron destruyendo cientos de viviendas y la tragedia humana. De la parte alta de la cuenca del lago de Atitlán, los deslaves fueron continuos, arrastrando lodo, piedras, rocas y arena. El lago, que normalmente recibe las aguas negras de doce cabeceras municipales, fue inundado con un gran volumen de desechos que flotaron durante varios días.